# Giancarlo Mazzuca
Giancarlo Mazzuca (Forlì, 25 luglio 1948) è un giornalista, scrittore e politico italiano, direttore de Il Resto del Carlino dal 26 febbraio 2002 al 16 marzo 2008, direttore de Il Giorno per un breve periodo nel 2003 e dal 2013 al 2016 e deputato della XVI Legislatura.

## Biografia
Negli anni 1990 è inviato speciale del Corriere della Sera, caporedattore della sezione economia al Giornale di Indro Montanelli e suo vicedirettore a La Voce (1994-1995), quindi vicedirettore di Fortune Italia. Sulla breve vita della Voce ha pubblicato nel 1995 un libro-intervista al fondatore-direttore Montanelli.
Passato al Gruppo Monti, diventa capo della redazione economica del Quotidiano Nazionale.
Dal gennaio 2001 all'aprile 2008 è stato direttore editoriale del Quotidiano Nazionale. Dal 26 febbraio 2002 al 16 marzo 2008 ha assunto la carica di direttore responsabile del Resto del Carlino; al contempo, tra il 30 aprile e il 25 settembre 2003, è stato direttore del Giorno.
Pur essendo stato molto critico nel 1994 verso Silvio Berlusconi, alle elezioni politiche del 13-14 aprile 2008 si candida con Il Popolo della Libertà e viene eletto alla Camera nella circoscrizione XI dell'Emilia-Romagna. Presenzia nella Commissione cultura della Camera dei deputati. Non sospende l'attività giornalistica, rimanendo editorialista del Quotidiano Nazionale. Scelto per sfidare il Governatore uscente Vasco Errani come Presidente della Regione Emilia-Romagna per il centrodestra nel 2010 decide di ritirarsi dalla competizione designando come candidato la deputata e viceportavoce vicario del PdL Anna Maria Bernini.
Il 3 febbraio 2013 torna alla direzione del Giorno, che lascia il 5 maggio 2016.
Il 4 agosto 2015 viene eletto membro del Consiglio d'amministrazione della RAI dalla Commissione di Vigilanza RAI.
Dal 7 maggio 2016 torna a collaborare al Giornale, sotto la direzione di Alessandro Sallusti. In seguito tiene una rubrica sul settimanale Affari & Finanza di Repubblica.
Dal 29 settembre 2023 ricopre la carica di Presidente del Comitato regionale per le Comunicazioni della Regione Emilia-Romagna, come stabilito da una determina dell’assemblea legislativa.

## Altri incarichi
Giancarlo Mazzuca è stato presidente dell'«Accademia dei Filopatridi», che ha sede a Savignano sul Rubicone. È inoltre membro della Fondazione Italia USA e dell'Accademia Angelico Costantiniana.
Nel 2014 è stato premiato alla carriera dalla NIAF, National Italian American Foundation.

## Opere
- G. Mazzuca - Angelo Maria Perrino, Vita da manager. Le regole d'oro di nove Top di casa nostra per diventare un Numero Uno, Sperling & Kupfer, Milano, 1988, ISBN 978-88-200-0814-7.
- Claudio Lindner - G. Mazzuca, Il leone di Trieste. Il romanzo delle Assicurazioni Generali dalle origini austroungariche all'era Cuccia. Presentazione di Enzo Biagi, Sperling & Kupfer, Milano, 1990, ISBN 978-88-200-1056-0.
- Paolo Mazzanti - G. Mazzuca, Eredi. Padri e figli del capitalismo italiano. Prefazione di Indro Montanelli. Introduzione di Luigi Abete, Sperling & Kupfer, Milano, 1992.
- G. Mazzuca (intervista con), Indro Montanelli. La mia Voce, Collana Saggi n.163, Sperling & Kupfer, Milano, 1995, ISBN 88-200-1904-3.
- I signori di Internet. La via italiana alla New Economy, prefazione di Bill Gates, Collana I Saggi n.163, Baldini & Castoldi, Milano, 2000.
- Alberto Mazzuca - G. Mazzuca, La Fiat: da Giovanni a Luca. Un secolo di storia sotto la dinastia Agnelli, Collana I Saggi n.268, Baldini Castoldi Dalai editore, Milano, 2004.
- L'Italia in chiaroscuro. Fatti, misfatti, volti e storie di un paese che cambia, Il Resto del Carlino, 2005.
- Aldo Forbice - G. Mazzuca, I faraoni. Come le mille caste del potere pubblico stanno dissanguando l'Italia, Piemme, Novara, 2009, ISBN 978-88-566-1066-6.
- Arrigo Petacco - G. Mazzuca, La Resistenza tricolore. La storia ignorata dei partigiani con le stellette, Collezione Le Scie, Mondadori, Milano, 2010, ISBN 978-88-046-0144-9.
- G. Mazzuca - Luciano Foglietta, Sangue romagnolo. I compagni del duce. Arpinati, Bombacci, Nanni, Minerva Edizioni, Bologna, 2011, ISBN 978-88-738-1399-6
- Compagni di camera. Il «reality» segreto di una legislatura, Minerva Edizioni, Bologna, 2013, ISBN 978-88-738-1456-6.
- Nicholas Farrell - G. Mazzuca, Il compagno Mussolini, Collana Storie, Rubbettino, 2013, ISBN 978-88-498-3910-4.
- Ernesto Preatoni - G. Mazzuca, La vita oltre l'euro. Prefazione di Paolo Savona, Rubbettino, 2014, ISBN 978-88-498-4208-1.
- Indro Montanelli. Uno straniero in patria. Prefazione di Roberto Gervaso, Collana Saggi, Cairo Publishing, 2015, ISBN 978-88-605-2603-8.
- Roberto Balzani-G. Mazzuca, Amarcord Romagna. Breve storia di una regione (e della sua idea) da Giulio Cesare a oggi, Collana Clessidra, Bologna, Minerva, 2016, ISBN 978-88-7381-472-6.
- G. Mazzuca-Gianmarco Walch, Mussolini e i musulmani. Quando l'Islam era amico dell'Italia, Collana Ingrandimenti, Milano, Mondadori, 2017, ISBN 978-88-04-67540-2.
- G. Mazzuca - Stefano Girotti Zirotti, Noi fratelli, Milano, Mondadori, 2018, ISBN 978-88-04-68169-4.
- Quei patti benedetti. Cosa resta oggi dei Patti Lateranensi tra Mussolini e Pio XI, Postfazione di Gianfranco Ravasi, Collana Ingrandimenti, Milano, Mondadori, 2019, ISBN 978-88-047-0720-2.
- Luca Liguori, G. Mazzuca, 21 luglio 1969. Quel giorno sulla Luna, Bologna, Minerva Edizioni, 2019 ISBN 978 8833241807
- Alberto Mazzuca - G. Mazzuca, (fotografie di Lorenzo Capellini), Romagna nostra, Bologna, Minerva Edizioni, 2020 ISBN 978-88-3324-226-2
- Alberto Mazzuca - G. Mazzuca, Mussolini Bombacci. Compagni di una vita, Bologna, Minerva Edizioni, 2020 ISBN 978 8833242743
- Alberto Mazzuca - G. Mazzuca, Gianni Agnelli in bianco e nero, Milano, Baldini+Castoldi, 2021 ISBN 978-88-9388-406-8
- Alberto Mazzuca - G. Mazzuca, Indro Montanelli. Dove eravamo rimasti?, Milano, Baldini+Castoldi, 2021 ISBN 978 88-9388-430-3
- Alberto Mazzuca - G. Mazzuca, Silvio in rosso e nero, Milano, Baldini+Castoldi, 2022 ISBN 978-88-9388-497-6
- Alberto Mazzuca - G. Mazzuca, Le due «voci». Il pensiero conservatore in Prezzolini e Montanelli, Milano, Baldini+Castoldi, 2024 ISBN 979-12-5494-158-4